# Яблоновский сад
Я́блоновский сад — сад в Невском районе Санкт-Петербурга на правом берегу реки Оккервиль, окружён улицей Ворошилова, улицей Латышских стрелков и Российским проспектом.

## История
В XIX веке на месте современного Яблоновского сада находилась деревня Яблоновка. В конце 1880-х годов рядом с ней была организована городская свалка, просуществовавшая до 1978 года. После 1930-го сюда свозили отходы с Невского химического завода и органические отходы практически со всего города. В 1978 году, когда началась застройка близлежащих земель жилыми домами, свалку рекультивировали: отходы ссыпали в курган, у которого были организованы ливнёвки, газоотводы, кембрийской глиной покрыли верхний слой грунта, чтобы вода с поверхности не проникала вглубь. В конце 1980-х на месте бывшей свалки власти планировали разбить парк, посвящённый латышским стрелкам, однако после распада СССР проект так и остался не реализованным. За 30 лет на месте бывшей свалки выросли деревья и кустарники, сложился полноценный биоценоз — в Яблоновском саду отмечено проживание множества видов птиц, в нём водятся кроты и зайцы.
Яблоновский сад является единственной озеленённой зоной в районе. В 2012-м году без информирования горожан и без общественных слушаний на части сада началось строительство парковки для расположенного рядом Ледового дворца, для которого начали вырубать деревья и кустарники. Это вызвало массовый протест местных жителей, они организовали несколько митингов и направили коллективные обращения в органы власти с требованием пересмотреть проект. В итоге от планов по строительству парковки власти отказались, а в октябре 2013 года 22,2 га Яблоновского сада были включены в реестр зелёных насаждений общего пользования.

## Рекультивация
По заявлению Комитета по природопользованию, земля под садом содержит 1,6 млн тонн отходов IV и V класса опасности (малоопасные и неопасные отходы), которые проникают в поверхностные и подземные воды, поэтому требуется рекультивация всей территории. В июле 2021 года Минприроды включило территорию сада в государственный реестр объектов накопленного вреда окружающей среде под названием «Бывшая Яблоновская свалка». Однако результаты проведённых экспертиз от 2010, 2014, 2018 и 2020 годов радикально отличаются — согласно пробам 2010-го 61 % почв относилось к категории опасного загрязнения, а в 2014-м таковых не было выявлено вообще. Местные жители опасаются, что при рекультивации все деревья будут вырублены, а грунт снимут и вывезут на другую свалку. Открытое письмо к губернатору города с требованием сохранить сад к октябрю 2023-го подписали более 1700 человек.

## Галерея

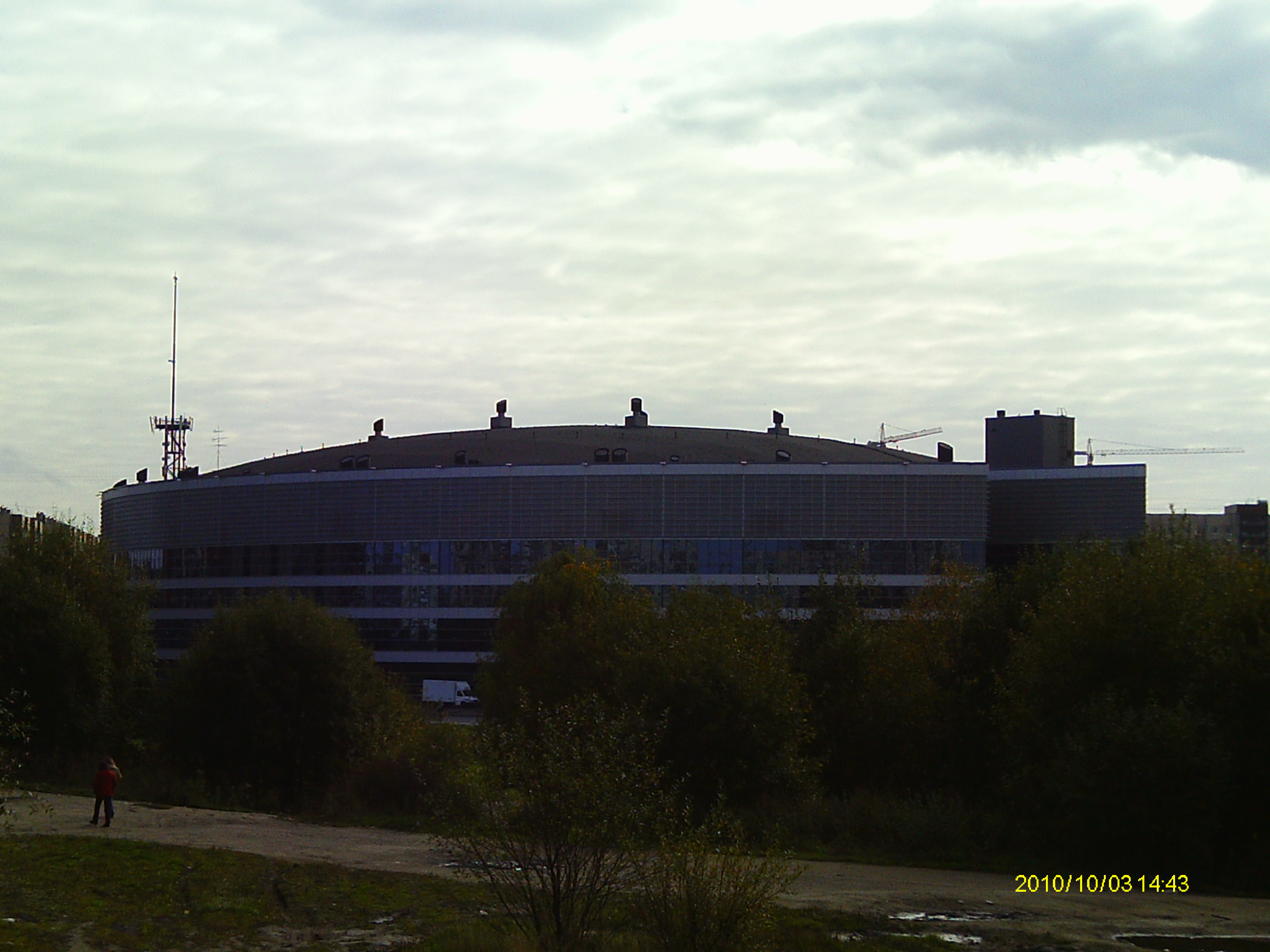
Вид на Ледовый дворец
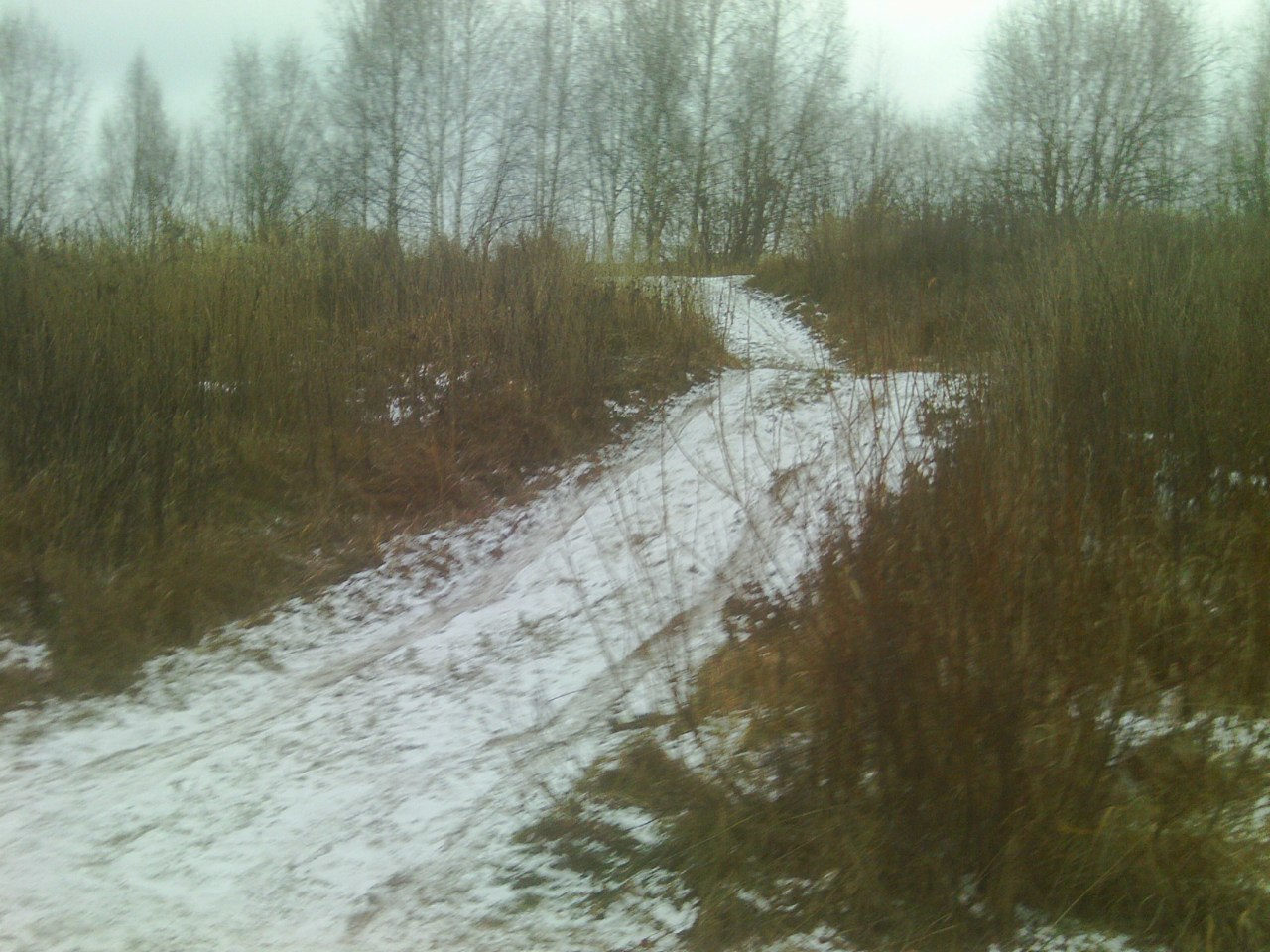
Один из курганов
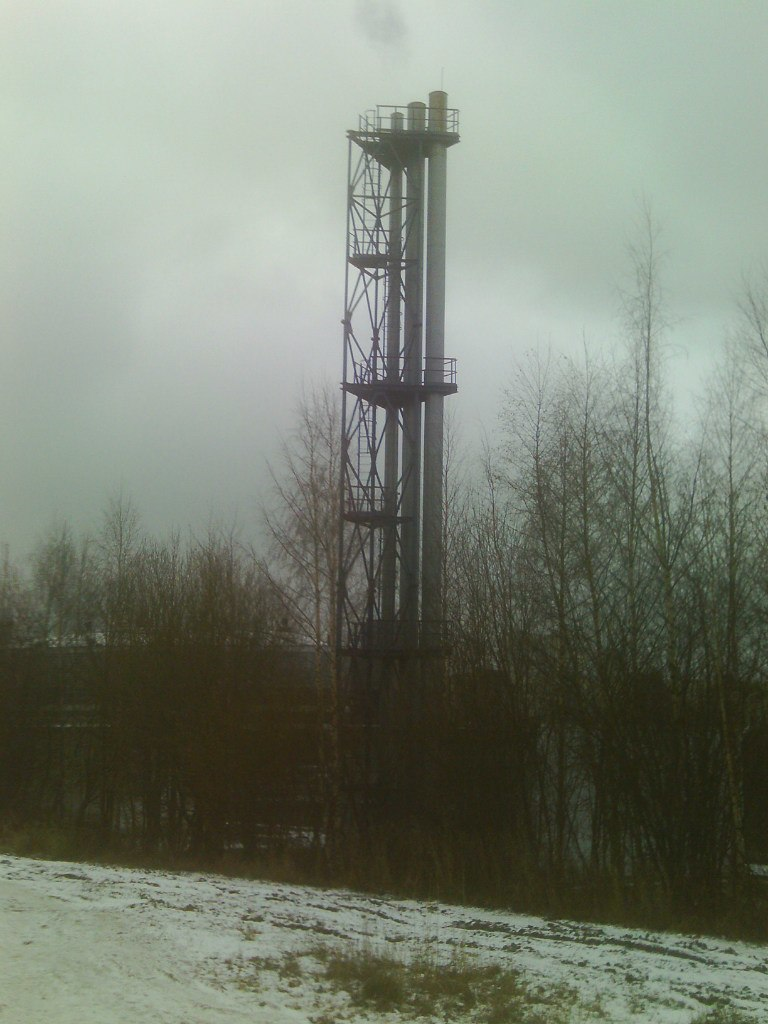
Модульная котельная
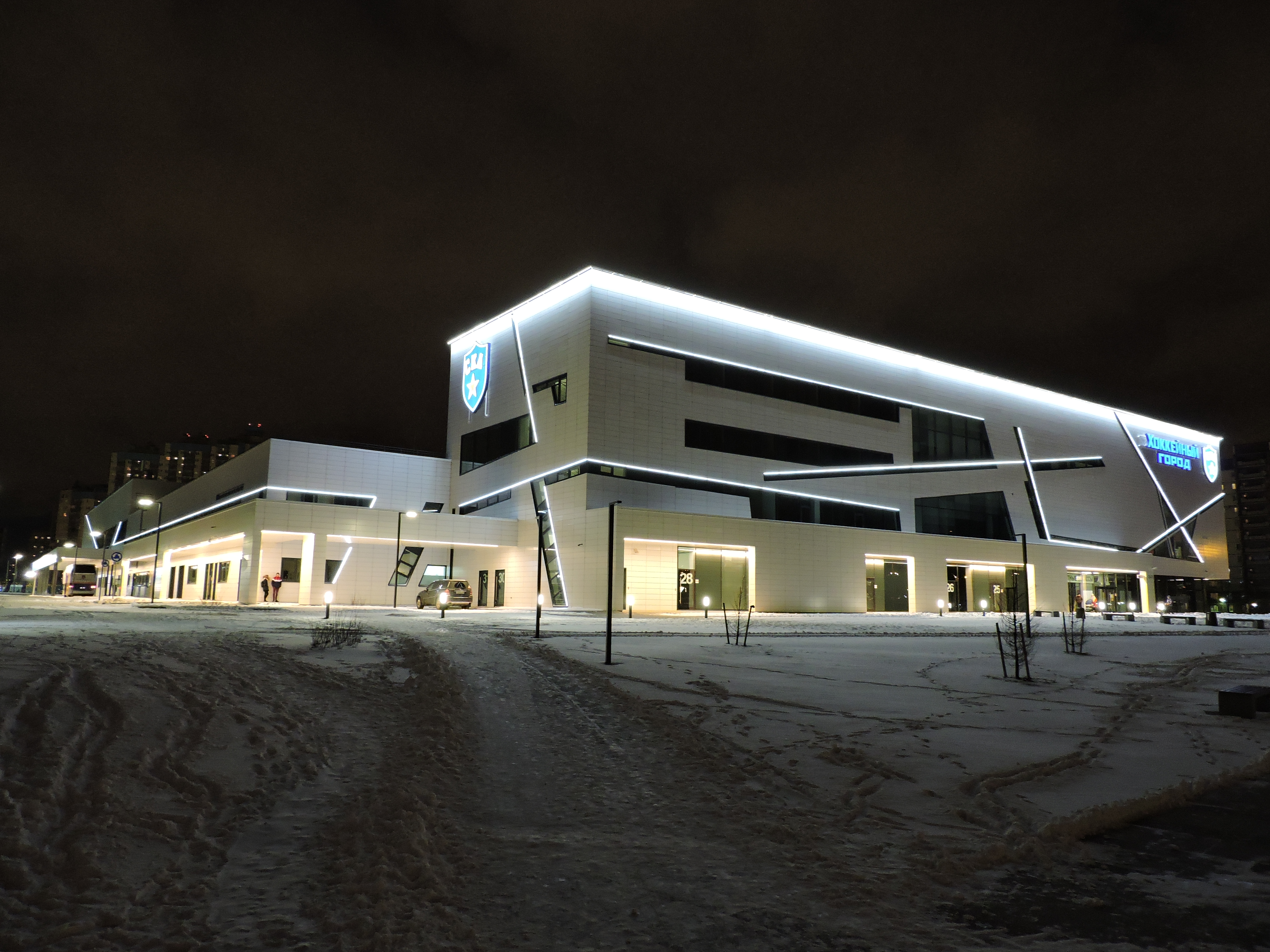
СК «Хоккейный город»
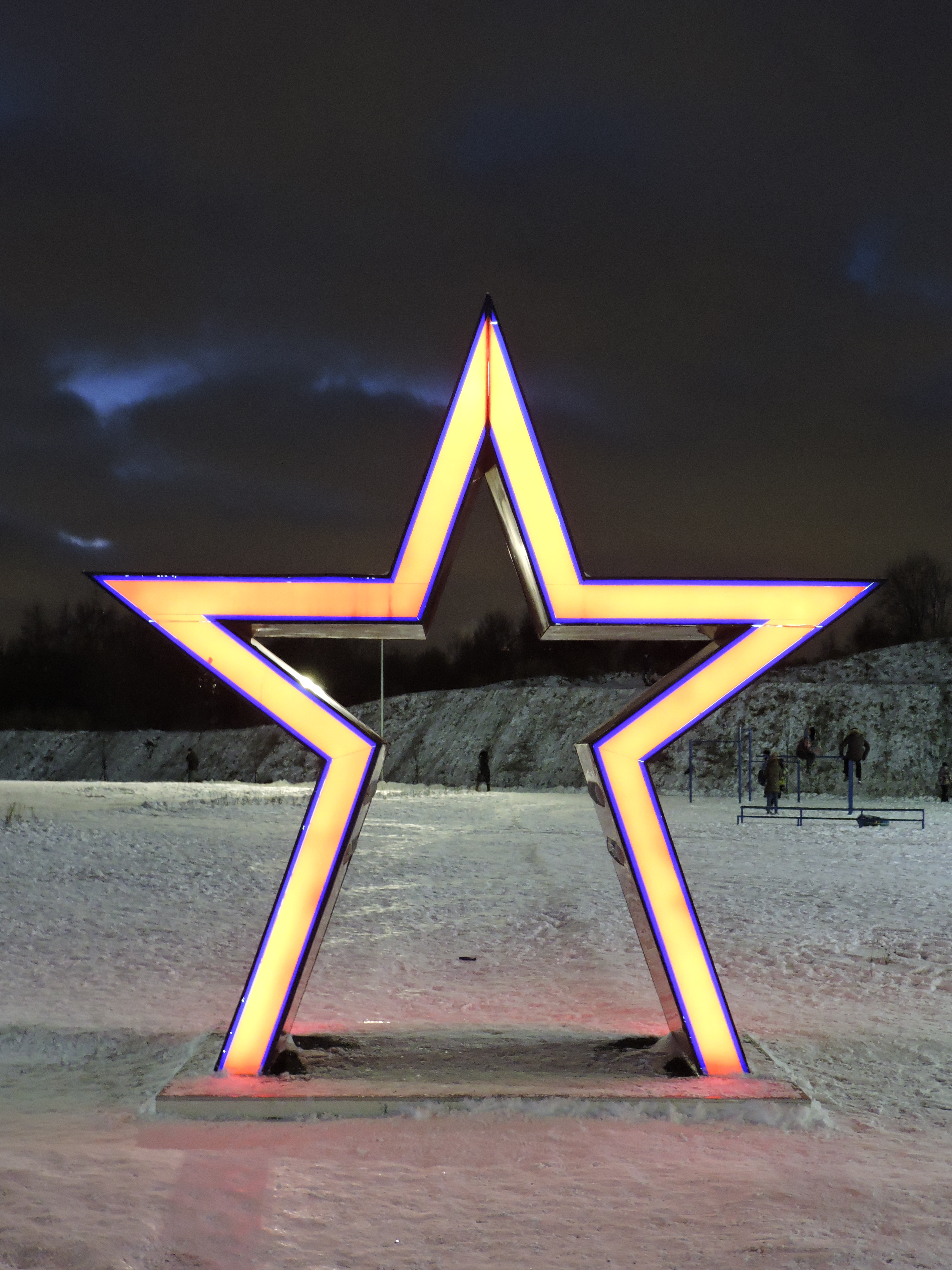
Арка в виде звезды у Хоккейного города